# Overworld (album)
Overworld è il quinto album del disc jockey, produttore discografico, musicista e cantante norvegese Aleksander Vinter, il terzo sotto lo pseudonimo di Savant. È stato pubblicato il 6 giugno 2012.

## Tracce
1. Overworld - 03:55
2. Bad Baws - 03:43
3. Megaboy - 02:54
4. Starscream Forever feat. Qwentalis - 07:00
5. Quantum Mechanics - 04:13
6. Arcade Night Cruise - 03:35
7. Ride Like the Wind - 04:49
8. Dirty Mary - 03:45
9. Diamond Blush - 05:22
10. Flashbach - 04:00
11. Eggs - 05:58
12. Destroy the Dragon - 03:32
13. Vinter - 03:21
14. Robot People Monster - 03:57
15. Firecloud - 09:39
16. Slaugherface - 02:43
17. Breakdown - 03:49